# Imma Be
Imma Be är en låt från 2010 av Black Eyed Peas, från deras femte studioalbum The E.N.D.
Det är den tredje singeln från albumet som nådde Billboardlistan. Ordet Imma Be hörs över 200 gånger. Den har en uppföljare, Rock that body med samma tema.